# Jean-Claude Plassart
Pour les articles homonymes, voir Plassart.
Jean-Claude Plassart est un directeur de chaînes de supermarchés de 1985 à 2002 et le septième président de l'Automobile Club de l'Ouest de 2004 à 2012.

## Carrière depuis 1985
De 1985 à 1998, il est président des Comptoirs modernes, entreprise française du secteur de la grande distribution, qui avait 2 marques :  Stoc et Comod, 
Vers la fin des années 1990 à 1999, la tendance est à ce que les entreprises de ce secteur qui ont beaucoup de magasins se regroupent. Ce qui fait que du point de vue des clients, beaucoup de magasins où ils venaient régulièrement changent d'enseigne. Ceux qui se déplacent souvent loin de leur résidence habituelle voit que dans ces endroits, voient le même nombre de magasins, sans que leur format (notamment la taille du magasin et du parking) ne pas changer brusquement de produits ou d'emplacement des caisses. Ils voient donc dans beaucoup plus de départements les mêmes enseignes[réf. nécessaire][pas clair]

## Changement d'employeur en 1998
Il devient ensuite directeur des supermarchés pour Carrefour jusqu’en 2002,.

## Changement de secteur: président de l'Automobile Club de l'Ouest.
En 2004, il est nommé président de l'Automobile Club de l'Ouest (ACO),. Son objectif est double : 
- Organisation de compétitions automobiles ;
- Défense des usagers de la route[précision nécessaire].

En 2012, il est remplacé par Pierre Fillon à la présidence de l'ACO,,.